# Jag skall gråtande kasta mig ner
Jag skall gråtande kasta mig ner är en psalm skriven 1970 av Anders Frostenson. Första versen är hämtad ur Johannesevangeliet 14:2, andra versen ur Uppenbarelseboken 22:5 och fjärde ur Markusevangeliet 10:15. Den reviderades 1980.
Melodin komponerades 1970 av musikdirektör Lennart Jernestrand, pianist, dirigent och tonsättare inom pingströrelsen i Sverige. Denna tonsättning finns även inspelad på skiva. Psalmen är även tonsatt 1970 av Sverker Magnusson (1943–2023).

## Publicerad i
- Herren Lever 1977 som nummer 934  (Jernestrand) under rubriken "Framtid och hopp".[1]
- Herren Lever 1977 som nummer 935 (Magnusson) under rubriken "Framtid och hopp".[1]
- Den svenska psalmboken 1986 som nummer 311 (Jernestrand) under rubriken "Livets gåva och gräns".
- Svensk psalmbok för den evangelisk-lutherska kyrkan i Finland (1986) som nummer 580 under rubriken "Det kristna hoppet" med en alternativ melodi av Henrik Perret (1986).